# Signumpriset
Signumpriset är ett varumärkespris som delas ut till det nordiska företag som bäst förvaltar och vårdar sitt varumärke.

## Tidigare vinnare
- 2022 - BabyBjörn
- 2021 - Ingen utdelning
- 2020 - Almedalsveckan
- 2019 - Polarn O. Pyret
- 2018 - HSB
- 2017 - Pippi Långstrump
- 2016 - Svenskt Tenn
- 2015 - Lantmännen
- 2014 - Icehotel
- 2013 - Hästens
- 2012 - Gröna Lund
- 2011 - Indiska
- 2010 - Findus
- 2009 - Fjällräven
- 2008 - Marimekko
- 2007 - Löfbergs Lila
- 2006 - ICA
- 2005 - Tetra Pak
- 2004 - Svenska Dagbladet
- 2003 - Absolut Vodka
- 2002 - Atlas Copco
- 2001 - ITT Flygt
- 2000 - Carlsberg
- 1999 - Bang & Olufsen
- 1998 - Statoil
- 1997 - AGA
- 1996 - Ramlösa
- 1995 - Volvo